# Kadżarowie
Kadżarowie – dynastia pochodzenia turkmeńskiego rządząca w Iranie w latach 1794–1925.

## Historia

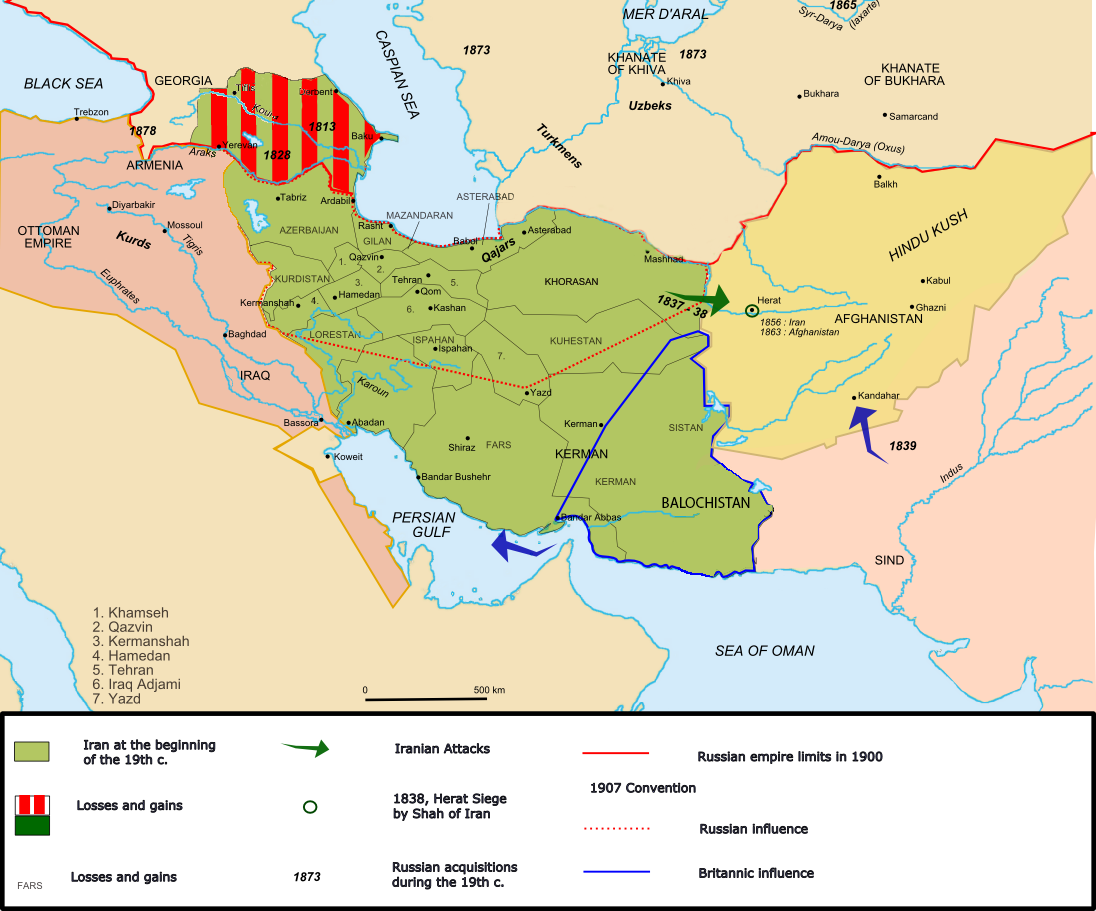
Iran w okresie panowania Kadżarów

### Pierwsi Kadżarowie

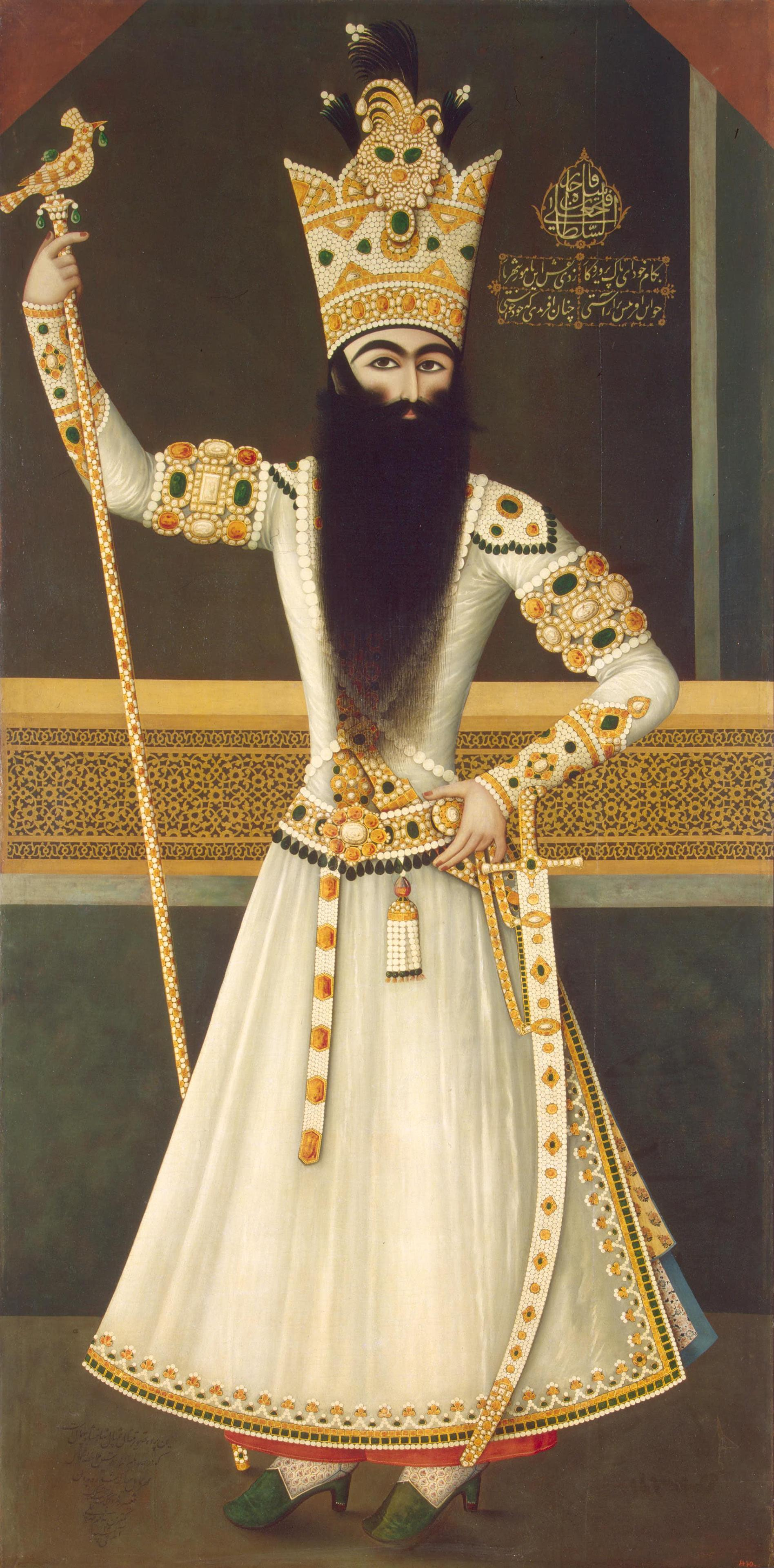
Portret Fath Ali Szaha namalowany przez Mehr Alego. Ermitaż

Kadżarowie byli jednym z turkmeńskich plemion tworzących federację Kyzyłbaszy, która wyniosła do władzy Safawidów. Ich odłam osiadły w Gorganie zaczął odgrywać coraz większą polityczna rolę w XVIII wieku. Po śmierci Karim Chana (1750–1779) przywódca gorgańskich Kadżarów, Agha Mohammad-chan (1794-1797), rozpoczął jednoczenie Iranu pod swoim przywództwem, do czego udało mu się doprowadzić gdy w 1794 pokonał i zabił ostatniego z Zandów, Lotf Ali-chana, a w 1796 także Afszarydę Szahroch Szaha. W 1786 Agha Mohammad zdobył Teheran, niewielkie, warowne miasto, które stało się stolicą Kadżarów „i od tego momentu zaczęła się jego wielka kariera historyczna”.
Najważniejszym wydarzeniem panowania następcy Aghi Mohammada, Fath Ali Szaha (1797-1834), były dwie przegrane wojny z Rosją (w latach 1804-1813 i 1826–1828). Ukazały one z całą jaskrawością militarną niższość armii perskiej w stosunku do wojsk europejskich i zakończyły się utratą przez Iran Zakaukazia. W traktacie torkmanczajskim, kończącym drugą z tych wojen, Iran przyznał Rosji tzw. prawo kapitulacji, tj. immunitet dla jej poddanych i eksterytorialność nabywanych przez nich nieruchomości „co kolidowało z perską suwerennością i stało się modelem dla innych europejskich potęg żądających tego samego przywileju”. 
W reakcji na przegrane wojny pierwsze próby reform na wzór europejski zainicjował następca tronu Fath Ali Szaha, Abbas Mirza (zm. 1833), jednak po jego przedwczesnej śmierci tron objął jego syn, Mohammad Szah (1834–1848), który był fanatycznym zwolennikiem bractwa mistycznego ne'matollahije. Uczynił on wezyrem swojego kierownika duchowego (pira), Hadżi Mirzę Aghasiego (zm. 1848), i wszelkie reformy zostały zarzucone. Mohammad Szah próbował zdobyć Herat, jednak operacja przeciwko niemu zakończyła się niepowodzeniem wskutek interwencji Wielkiej Brytanii, która w układzie z 1841 podobnie jak Rosja uzyskała prawo kapitulacji, co więcej umieszczając w nim tzw. „klauzulę najwyższego uprzywilejowania”, oznaczającą, że każde z europejskich mocarstw otrzymywało niezwłocznie wszystkie przywileje przyznane chociaż jednemu z nich.

### Panowanie Naseroddina Szaha

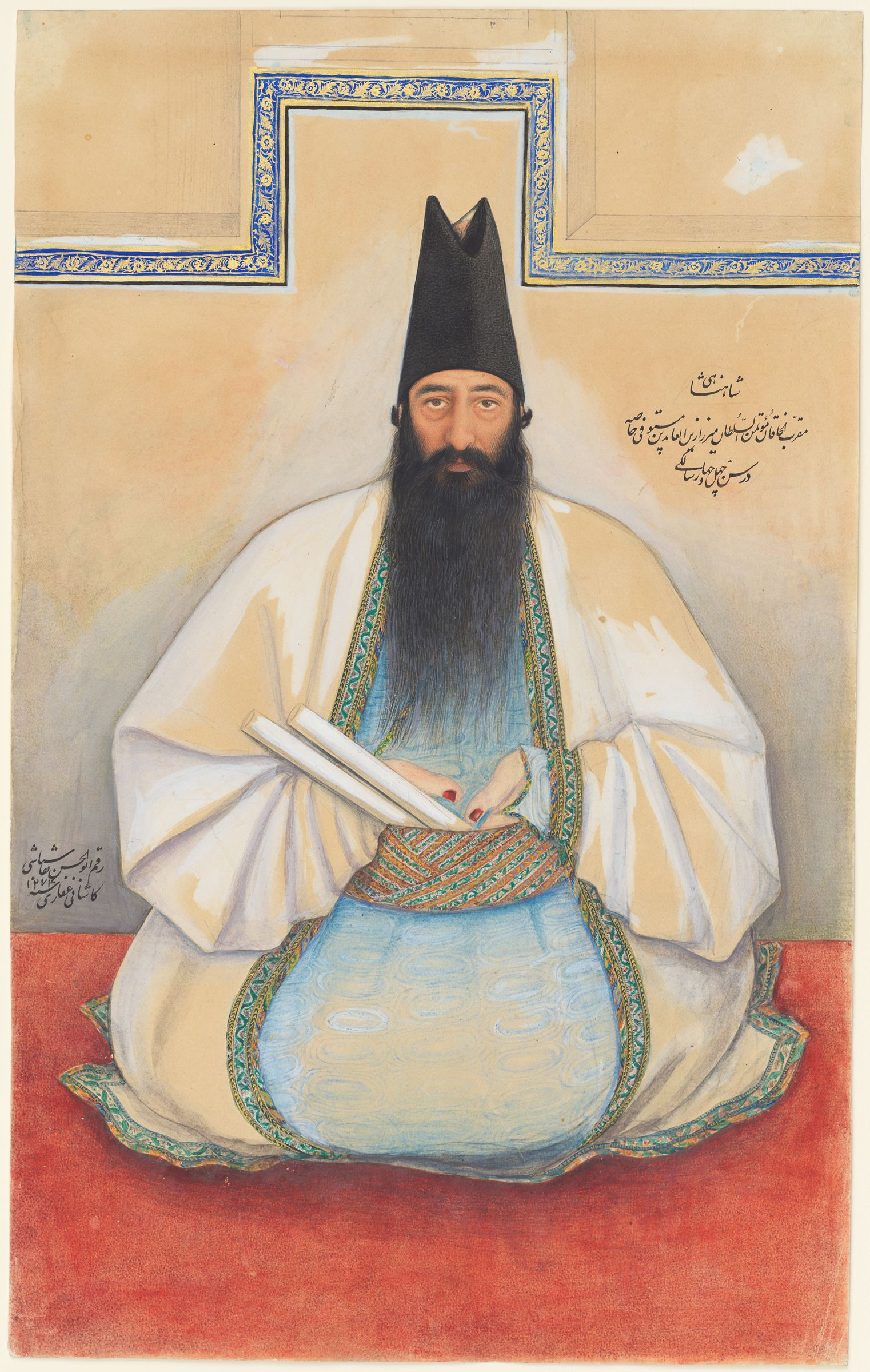
Portret dworzanina Mirzy Zejnolabedina namalowany przez Abol Hasan-chana Ghaffariego (zm. 1866). Harvard Art Museums

Amir Kabir (zm. 1852), pierwszy wezyr Naseroddina Szaha (1848-1896), rozpoczął ambitny program reform, obejmujący m.in. kontrolę budżetu i modernizację armii, a także powołał pierwszą nowoczesną uczelnię w Iranie, Dar al-Fonun. Swoimi działaniami naraził się jednak dotychczasowej elicie, w tym m.in. królowej matce, która w 1852 doprowadziła do jego dymisji i śmierci. Kolejnym świadectwem słabości państwa była przegrana wojna z Wielką Brytanią (1856-1857), po której Iran ostatecznie zrzekł się praw do Heratu. Drugim wezyrem Naseroddina był Mirza Hosejn-chan (zm. 1881), który dążył do modernizacji kraju w oparciu o Wielką Brytanię. W roku 1872 przekonał on szacha do udzielenia Paulowi Reuterowi (zm. 1899) 70-letniej koncesji m.in. na budowę linii kolejowych, fabryk i linii telegraficznych, eksploatację bogactw kopalnych i założenie banku, oddając mu tym samym „wyłączną kontrolę nad niemal całą nowoczesną infrastrukturą gospodarczą kraju i eksploatacją jego zasobów naturalnych”. 
To posunięcie spotkało się z protestem Rosji, która była przeciwna budowie linii kolejowych obawiając się ich wykorzystania w celach wojskowych. W roku 1873 szach cofnął koncesję, a do końca panowania Kadżarów w Iranie wybudowano zaledwie 8 km linii kolejowych. Brytyjczycy zbudowali natomiast znajdującą się pod ich kontrolą sieć telegraficzną. W ramach odszkodowania w 1889 Reuter otrzymał zgodę na utworzenie banku, który jako Bank Szahinszaha Iranu otrzymał wyłączne prawo emisji irańskich banknotów i eksploatacji złóż naturalnych oraz zwolnienie z podatków. W długim okresie bez wojen po 1857 armia została całkowicie zaniedbana, po części dlatego, że Naseroddin wierzył iż Brytyjczycy będą chronić integralność terytorialną kraju. W rezultacie jedyną sprawną jednostką była brygada kozacka, dowodzona przez rosyjskich oficerów, która stanowiła gwardię szacha.
W 1890 szach przyznał brytyjskiej kompanii monopol na przetwórstwo, handel i eksport wyrobów tytoniowych, co godziło w interesy rodzimych przedsiębiorców. Zachęcony do tego przez czołowego myśliciela modernistycznego, Afghaniego (zm. 1897), ówcześnie największy autorytet wśród szyickich modżtahedów, Hasan Szirazi (zm. 1895), wydał fatwę zakazującą palenia tytoniu. W rezultacie bojkot tytoniu objął całe społeczeństwo i zmusił szacha do cofnięcia koncesji. Ten tzw. protest tytoniowy „był pierwszym skutecznym protestem masowym we współczesnej historii Iranu, jednocząc ulemów, modernistów, kupców i zwykłych mieszkańców miast w skoordynowanym działaniu przeciw rządowej polityce”.

### Rewolucja konstytucyjna

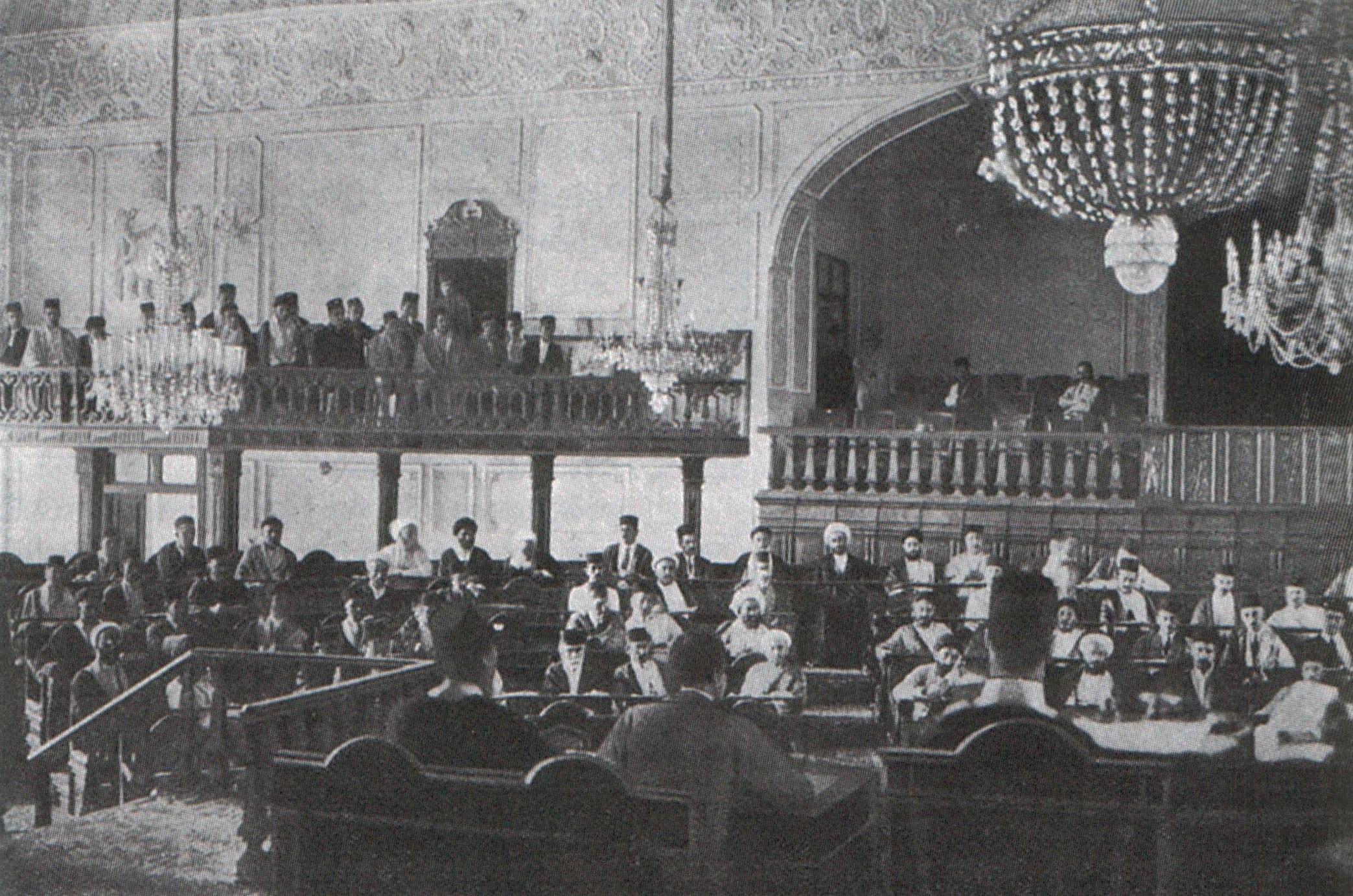
Obrady pierwszego Madżlesu w 1906

Naseroddin zginął zastrzelony przez ucznia Afghaniego 1 maja 1896 i tron objął jego schorowany syn, Mozaffaroddin Szah (1897-1907). Próbując zaradzić pogarszającej się sytuacji finansowej państwa oddał on urzędy celne w ręce Belgów, co jednak spotkało się z protestami społeczeństwa, widzącego w tym posunięciu kolejny krok uzależniający Iran od cudzoziemców. Do Iranu docierały echa rewolucji 1905 roku i w grudniu tego roku doszło do wybuchu serii protestów i strajków, które zostały poparte także przez duchowieństwo, odmawiające świadczenia usług prawnych, edukacyjnych i religijnych. Protestujący wysunęli postulaty powołania parlamentu (Madżlesu) i uchwalenia konstytucji (stąd wydarzenia te nazwano później rewolucją konstytucyjną). Na początku sierpnia 1906 r. szach ustąpił i zgodził się na wybory do Madżlesu, który w latach 1906–1907 uchwalił konstytucję. Zachowywała ona szacha jako głowę państwa, ustanawiała jednak parlamentarną kontrolę nad rządem i finansami. Parlament uchwalał także ustawy oraz zgadzał się na zawarcie umów międzynarodowych. Ponadto konstytucja wprowadzała trójpodział władzy oraz zapewniała równość obywateli wobec prawa, gwarantowała nietykalność osobistą i majątkową, wolność słowa i wolność zgromadzeń. 
W tym okresie Iran zaczął mieć coraz większe znaczenie dla Wielkiej Brytanii z powodu odkrycia w nim znacznych złóż ropy naftowej. Zaniepokojona możliwym upadkiem Kadżarów 31 sierpnia 1907 Wielka Brytania podpisała z Rosją traktat sankcjonujący nieformalny dotychczas podział Iranu na strefy wpływów – północną rosyjską i południową brytyjską, z zachowaniem neutralnego pasa pośrodku. W 1908 w kraju wybuchła wojna domowa pomiędzy Madżlesem a nowym szachem Mohammadem Alim (1907-1909), którego popierali Rosjanie. Madżles został rozpędzony, a konstytucja zawieszona, szach nie był jednak w stanie zdusić ogarniającej coraz większą część kraju rebelii i w połowie lipca 1909 utracił Teheran i został zmuszony do abdykacji na rzecz swojego dwunastoletniego syna Ahmada (1909-1925). Przez następne dwa lata Madżles dążył do uniezależnienia kraju od Rosji i Wielkiej Brytanii poprzez stworzenie m.in. żandarmerii z pomocą Szwedów i policji skarbowej z pomocą Stanów Zjednoczonych. W odpowiedzi na to w listopadzie 1911 Rosjanie wystosowali ultimatum, w którym zażądali wycofania misji amerykańskiej i deklaracji, że Iran nie będzie zatrudniał żadnych zachodnich ekspertów bez zgody Wielkiej Brytanii i Rosji. Madżles odrzucił ultimatum, jednak w obliczu zagrożenia przez wojska rosyjskie Teheranu rząd ostatecznie uległ, przyjął ultimatum i rozwiązał Madżles. Już od 1909 roku Rosjanie okupowali Tebriz, a wiosną 1912 zajęli Meszhed i sprofanowali Sanktuarium Imama Rezy. Jednocześnie Wielka Brytania faktycznie kontrolowała południowe prowincje Iranu, gdzie wydobywała ropę za pośrednictwem założonej w 1909 Anglo-Persian Oil Company.

### I wojna światowa i upadek Kadżarów

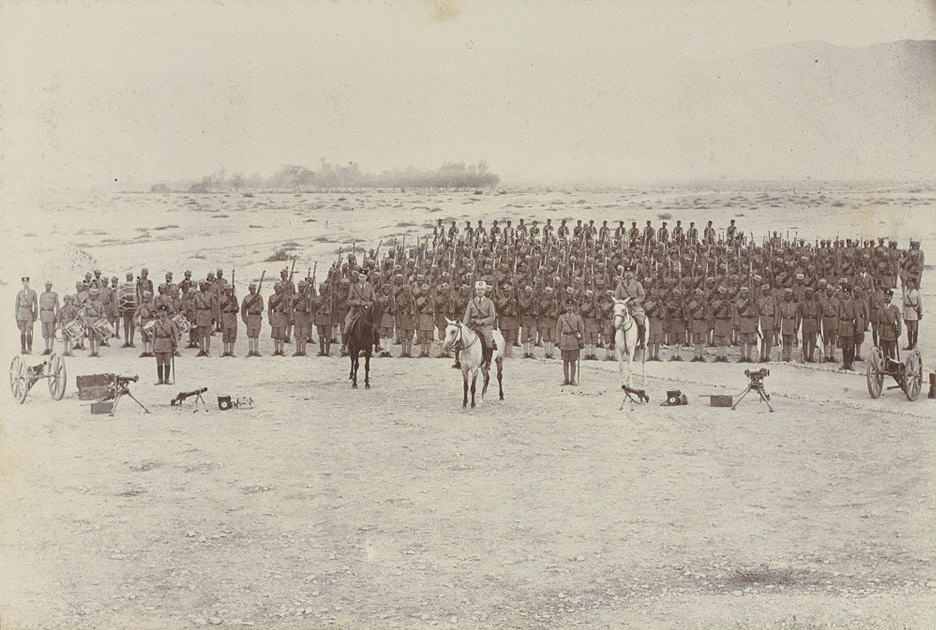
Oficerowie i żołnierze South Persia Rifles, utworzonych z miejscowych plemion brytyjskich oddziałów działających w Farsie i regionie Zatoki Perskiej, ok. 1917

W trakcie I wojny światowej Iran był formalnie neutralny, jego terytorium było jednak terenem działań wojennych prowadzonych zarówno przez wojska Rosji i Wielkiej Brytanii, jak i Osmanów. Po wybuchu rewolucji październikowej w 1917 oraz ostatecznej klęsce Osmanów w 1918 jedyną potęgą w regionie pozostała Wielka Brytania, która okupowała południe i zachód kraju, a także Meszhed, oraz utrzymywała probrytyjski rząd Wosugh ad-Doule (zm. 1950) w Teheranie. W zrujnowanym kraju panował głód i epidemie, Gilan znajdował się w rękach powstańców dżangalijskich, a na prowincji rządzili chanowie plemienni. Szczególnie niebezpieczna sytuacja zaistniała w Chorasanie, gdzie stale wybuchały bunty chłopskie oraz powstania organizowane przez lewicę, w tym oddziały Czerwonych przekraczające granicę z ogarniętą wojną domową Rosją. W roku 1919 Brytyjczycy zawarli z rządem Wosugh ad-Doule traktat, który faktycznie czynił z Iranu ich protektorat. Wywołało to gwałtowne protesty społeczne i traktat nie został ratyfikowany przez Madżles – odrzuciła go także Liga Narodów. W roku 1920 w Azerbejdżanie doszło do powstania republiki pod wodzą Mohammada Chijabaniego (zm. 1920), a coraz bliżej współpracujący z bolszewikami przywódca dżangalije Mirza Kuczek-chan (zm. 1921) ogłosił Gilan Radziecką Republiką Iranu. 
W sytuacji pogłębiającej się anarchii Brytyjczycy poparli pucz wojskowy, który po opanowaniu stolicy 21 lutego 1921 miał wynieść na urząd premiera ich protegowanego, Sejjeda Zija’oddina Tabatabajego (zm. 1969). Tabatabajemu udało się zawrzeć traktat ze ZSRR, który uznawał niepodległość Iranu, rezygnował z przywilejów posiadanych niegdyś przez carską Rosję i wycofywał się z poparcia dla Republiki Gilańskiej. Już w maju 1921 Tabatabaji został jednak zdymisjonowany przez szacha na żądanie dowodzącego siłami wojskowymi przewrotu 21 lutego Rezy-chana. Od tej pory to on sprawował faktyczną władzę i w 1923 formalnie został premierem. Wywodzący się z brygady kozackiej Reza-chan zreformował siły zbrojne i do końca 1922 stłumił zarówno powstanie dżangalije, jak i ruchy innych sił odśrodkowych. Reza-chan początkowo dążył do ustanowienia w Iranie republiki, ponieważ jednak idei tej sprzeciwiali się duchowni, ostatecznie w październiku 1925 doprowadził do detronizacji Kadżarów przez Madżles, a w grudniu tego samego roku do zatwierdzenia przez Konstytuantę swojego wyboru na nowego szacha.

## Państwo, kultura i religia

### Państwo i społeczeństwo

Królewski namiot Mohammada Szaha (1834–1848). Cleveland Museum of Art

Kadżarowie rozpoczęli swoje panowanie jako kolejna irańska dynastia wywodząca się z koczowniczych plemion, która ustanowiła na terenie Iranu patrymonialną monarchię. W trakcie ich rządów doszło jednak do kulturalnego przełomu, ponieważ pod wpływem europejskim w Iranie wykształciła się nowoczesna świadomość narodowa, tj. Irańczycy zaczęli wyraźnie odróżniać naród i państwo od rządzącej nimi dynastii. Rezultatem tego procesu były takie ruchy jak protest tytoniowy czy rewolucja konstytucyjna, w ramach których sprzeciwiano się polityce dworu w imię interesów irańskiego narodu. Na przełomie XIX i XX wieku „w obieg powszechny weszły pojęcia wcześniej niebędące przedmiotem refleksji społecznej: naród, ojczyzna, obywatel, patriotyzm, równość wobec prawa, rozdzielność świeckich i religijnych sfer życia”. Jednocześnie koczownicy przestali odgrywać wiodącą rolę w życiu politycznym Iranu, co wiąże się z faktem, że mogli oni stanowić nawet połowę ludności kraju na początku XIX wieku, ale już tylko jedną czwartą pod koniec tego stulecia, bowiem podczas gdy ich liczba pozostała mniej więcej niezmieniona, to ogólna liczba ludności wzrosła dwukrotnie.

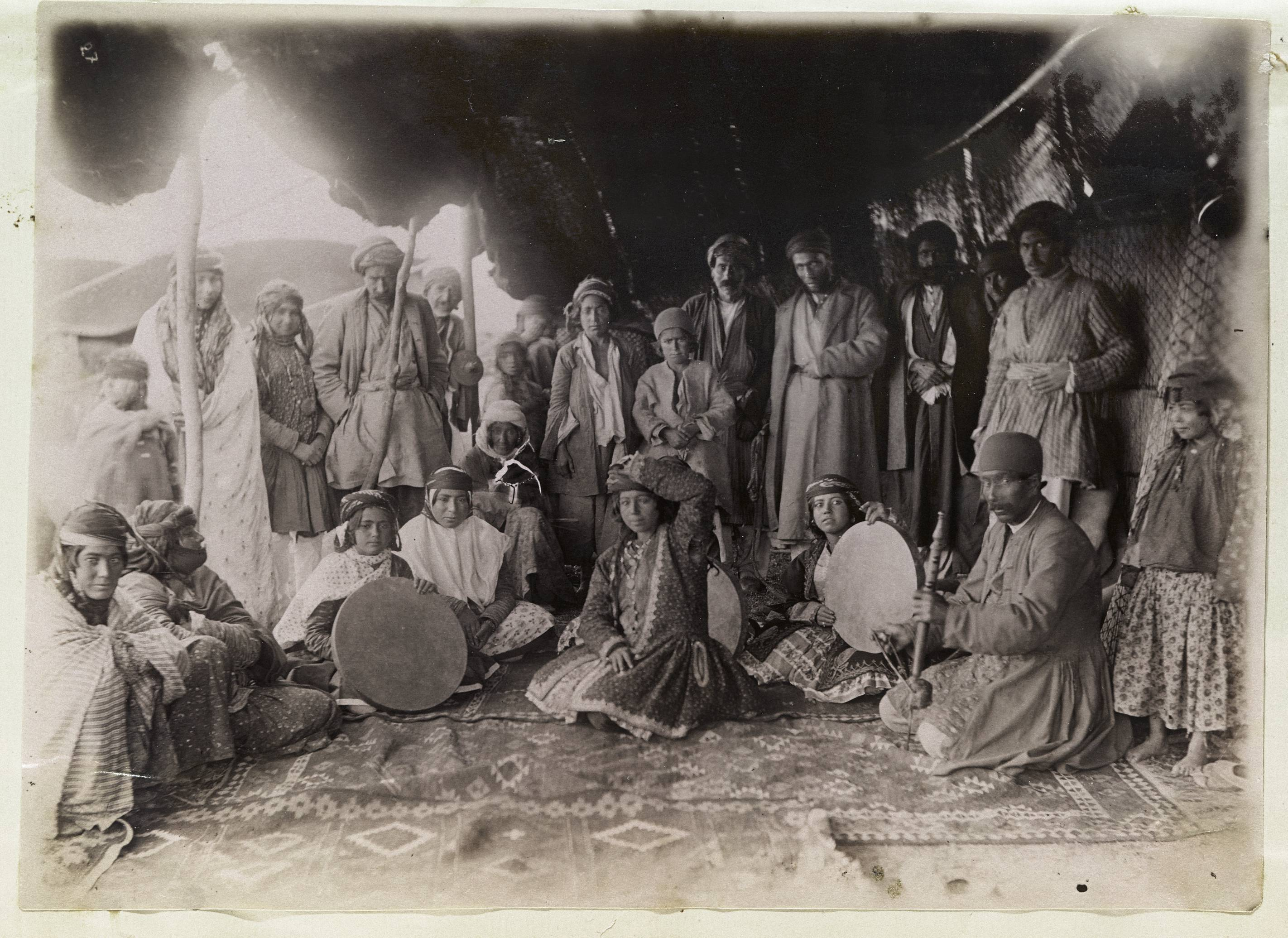
Koczownicy ze swoimi instrumentami. Zdjęcie zrobione przez Antoina Sevruguina, jednego z pierwszych irańskich fotografów

Pod koniec XIX wieku władza Kadżarów ograniczała się do Teheranu, zaś nad resztą kraju rzeczywiste rządy sprawowali wywodzący się z miejscowej arystokracji namiestnicy prowincji lub przywódcy plemienni. Teoretycznie mianował ich szach, faktycznie jednak jedynie potwierdzał on nominacje tradycyjnie sprawujących te funkcje lokalnych potentatów. W tej sytuacji by zachować jakiś wpływ na sprawy lokalne Kadżarowie uciekali się do polityki divide et impera, zwracając przeciwko sobie różne odłamy ziemskiej i plemiennej arystokracji, samemu zaś odgrywając rolę arbitra w ich konfliktach. Niemoc monarchii wyrażała się przede wszystkim w braku stałej armii, która poza brygadą kozacką musiała polegać na kontyngentach plemiennych. W istocie plemiona posiadały militarną przewagę nad siłami rządu centralnego i to głównie dlatego Teheran był niezdolny do narzucenia swojej woli prowincjom, w tym ściągnięcia z nich podatków.

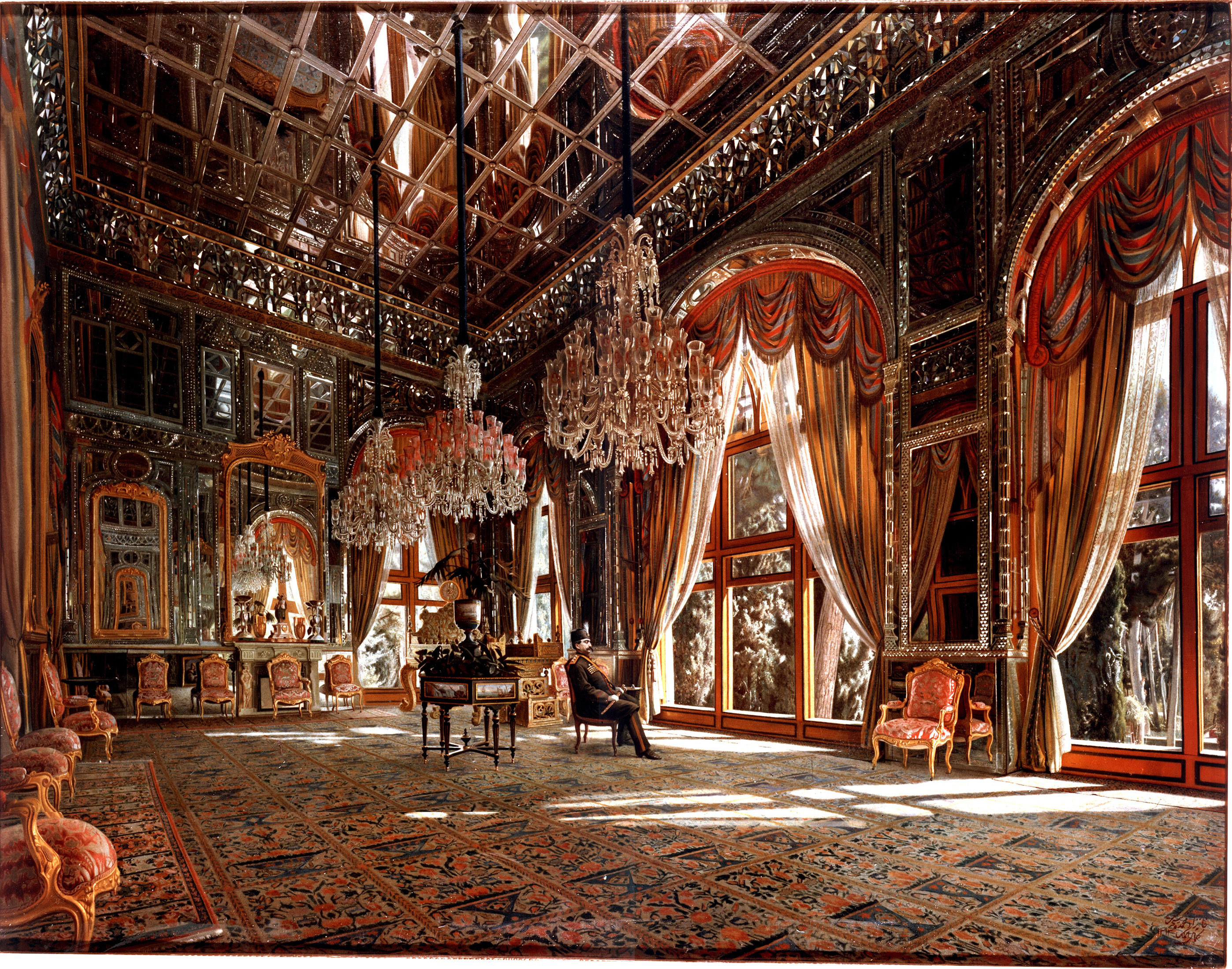
Sala zwierciadlana, obraz Kamal al-Molk przedstawiający szacha Naseroddina. Kolekcja Pałacu Golestan

Jak zauważa Ervand Abrahamian, początkowy sukces, jak i późniejszy upadek rewolucji konstytucyjnej „wynikały z tego samego faktu – realnego braku państwowej władzy centralnej. Na początkowym etapie rewolucja w dużym stopniu odniosła sukces właśnie ze względu na brak instytucji państwowych mogących zdławić opozycję. Jej późniejsze niepowodzenia wynikały z podobnego faktu braku instytucji do skonsolidowania władzy – nie mówiąc już o implementacji reform”. Niemniej już za rządów Naseroddina, wraz z pojawieniem się pierwszych utworzonych na wzór zachodni ministerstw rozpoczął się proces budowania pierwszego w historii Iranu nowoczesnego, scentralizowanego rządu, który uległ przyspieszeniu w okresie rewolucji. Tym jednak, który doprowadził go do końca i stał się jego prawdziwym beneficjentem byli nie Kadżarowie, ale Reza Szah.

### Kultura i sztuka

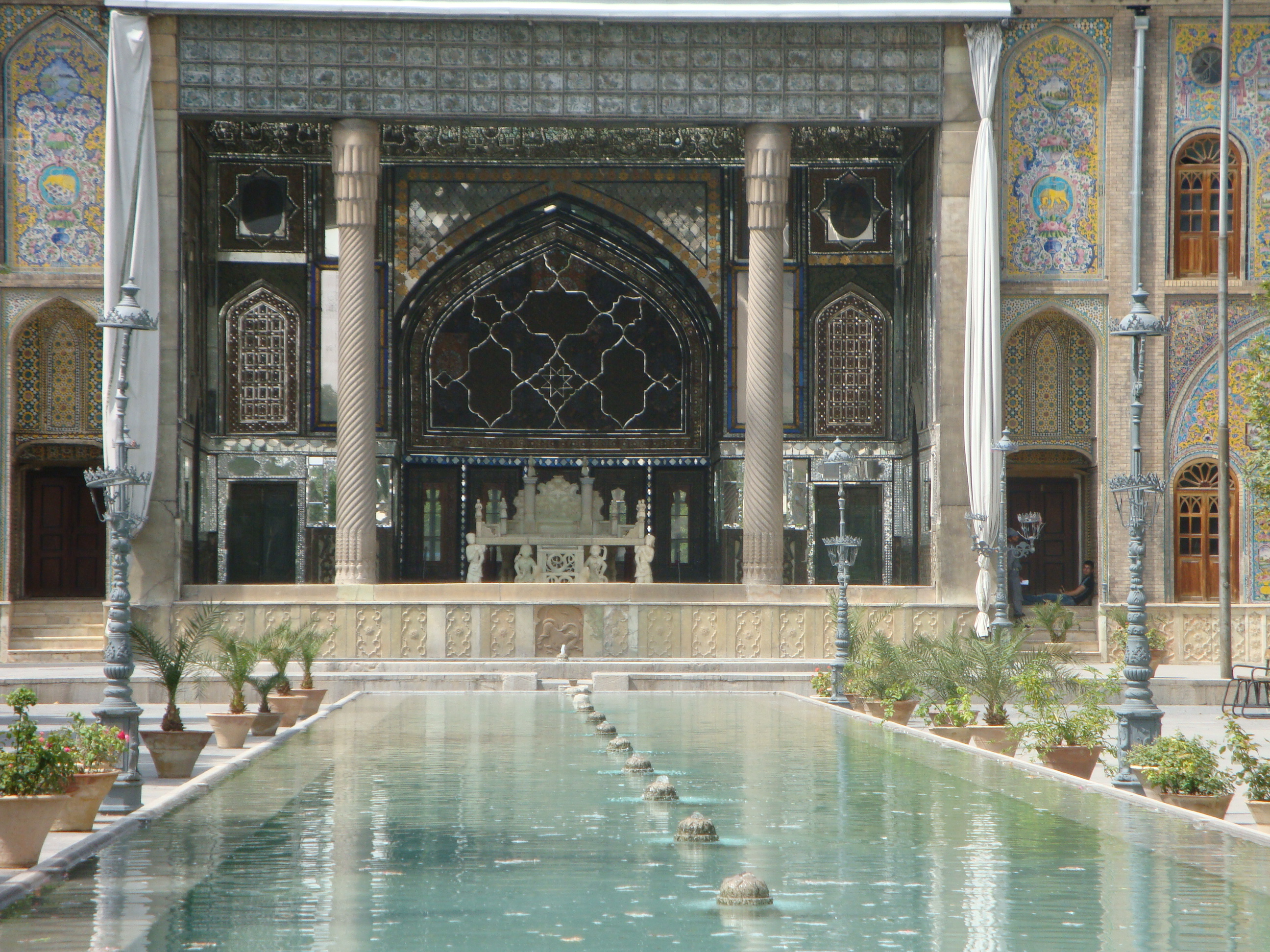
Fasada sali audiencyjnej Fath Ali Szaha, część Pałacu Golestan

W początkach XIX wieku w perskiej literaturze dominował styl „bazgaszt” (powrót), zrywający ze stylem indyjskim, dominującym w epoce Safawidów, i postulujący powrót do wzorców poetyckich okresu przedmongolskiego. Szczyt powodzenia „bazgaszt” osiągnął za panowania Fath Ali Szaha, który sam był poetą i mecenasem licznych poetów-panegirystów. „Królem poetów” na dworze Fath Ali Szaha był Saba Kaszani (zm. 1822), przez współczesnych uważany za największego poetę perskiego wszystkich czasów. Współcześnie za najwybitniejszych poetów żyjących w epoce wczesnokadżarskiej uważani są panegirysta Ghaʾani (zm. 1854) i satyryk Jaghma (zm. 1859). To również w tym okresie zakończył się proces formowania tazije (szyickich misteriów pasyjnych), które zaczęły być utrwalane na piśmie.  

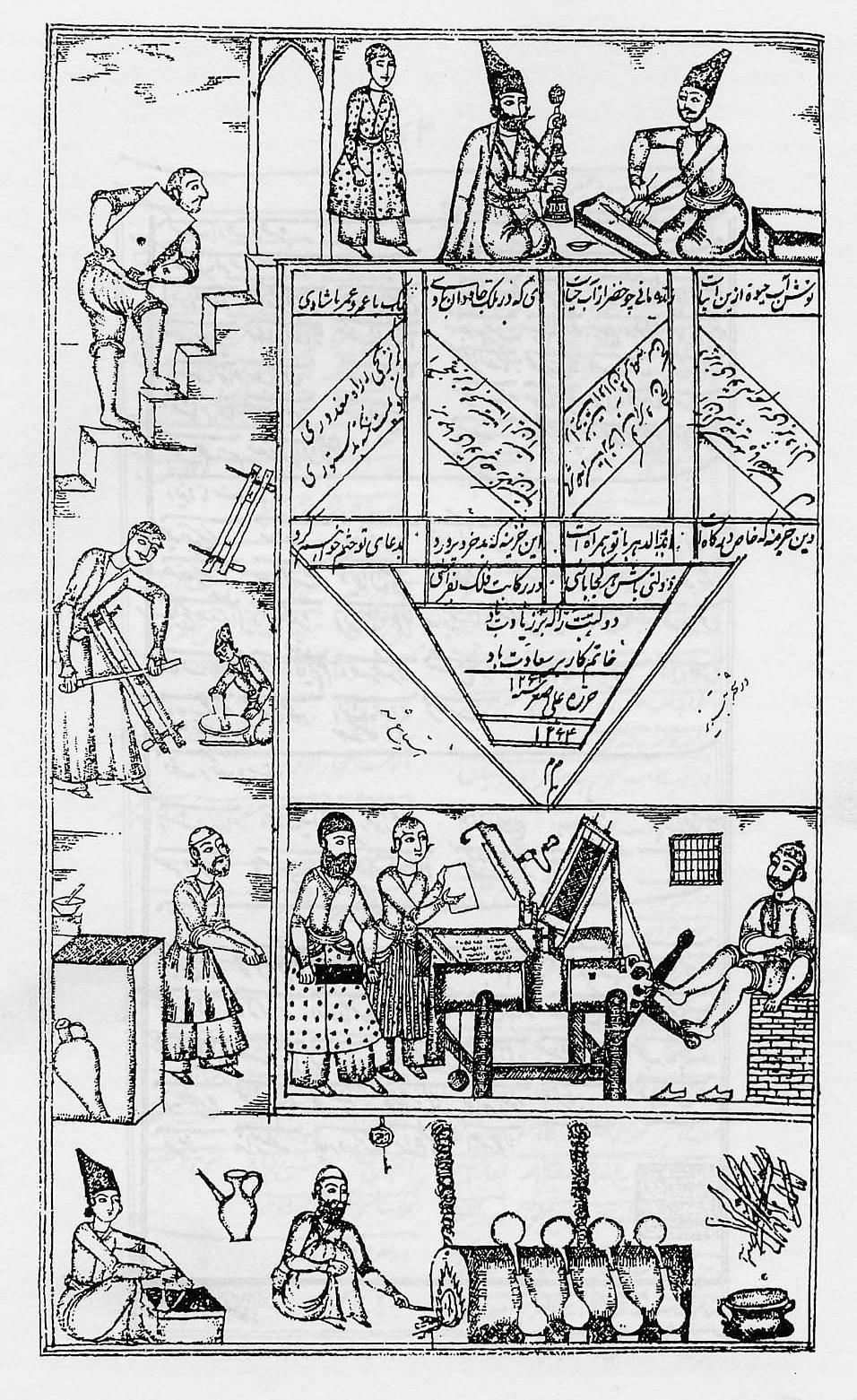
Kolofon litograficznego wydania Haft Pejkar Nezamiego, wydrukowanego w Tebrizie w 1847/48, z kaligrafią w piśmie nastaligh i ilustracjami przedstawiającymi kolejne elementy procesu litografii

W drugiej połowie XIX wieku rozpowszechnia się druk i zaczynają być wydawane przekłady z literatur europejskich, głównie z języka francuskiego. Pod koniec stulecia Zejnolabedin Maraghe′i (zm. 1910) wydaje pierwszą perską powieść, Dziennik podróży Ebrahim-bega. Ta satyra na kadżarski Iran stała się biblią pokolenia konstytucyjnego. Odkrycie przez ówczesnych Irańczyków, za pośrednictwem europejskim, najdawniejszej, achemenidzkiej przeszłości kraju wpłynęło na popularność powieści historycznej, której najbardziej poczytnym autorem był Sanatizade Kermani (zm. 1973). Ruch konstytucyjny przynosi rozkwit poezji politycznej, tworzonej przez takie postaci jak poeta–bard Aref Ghazwini, autor patriotycznych wierszy Mohammad Taghi Bahar i rewolucyjny poeta Abolghasem Lahuti. Epokę Kadżarów zamykają dwa przełomowe zjawiska w poezji i prozie, obydwa z ok. 1920: poemat Asnaf Nimy Juszidża (zm. 1960) i zbiór opowiadań Jeki bud jeki nabud Mohammada Alego Dżamalzade. Podczas gdy Juszidż w swoich wierszach zerwał z klasyczną prozodią, to Dżamalzade w swojej prozie jako pierwszy posłużył się kolokwialnym językiem, i to ich dzieła zapowiadały przyszłość perskiej literatury. Wraz z drukiem w Iranie pojawiła się również prasa, przy czym epoka rewolucji konstytucyjnej była okresem szczególnego rozkwitu prasy politycznej.

Kobiece spotkanie przy herbacie, anonimowy obraz z drugiej połowy XIX w. Królewskie Muzeum Ontario

Wystawny dwór Fatha Alego sprzyjał patronatowi nie tylko nad dworskim poetami, ale również malarzami i kaligrafami. Rozwija się wówczas dworskie malarstwo portretowe i dekoracyjne będące kontynuacją stylu zapoczątkowanego w czasach safawidzkich. Synteza rodzimego malarstwa miniaturowego i wpływów europejskiego baroku jest widoczna w portretach dynastycznych, na których królowie i książeta kadżarscy przedstawiani są z obfitymi brodami i w strojach ceremionalnych. W malarstwie dworskim pojawiają się podobizny kobiet, niekiedy w skąpym stroju i w skomplikowanych pozach akrobatycznych. W malarstwie i architekturze drugiej połowy XIX wieku silniej zaznaczają się wpływy europejskie. Nadworny malarz Mohammmada i Naseroddina Abol Hasan-chan Ghaffari (zm. 1866) po pobycie we Włoszech w latach 40. wprowadził do portretów dynastycznych rysy indywidualne postaci. Jego bratanek i następca, Kamal al-Molk (zm. 1940), który pięć lat spędził na nauce w Europie, „uważany jest za najwybitniejszego malarza epoki kadżarskiej i ojca perskiej sztuki współczesnej. Malował realistyczne pejzaże i sceny rodzajowe. W 1911 założył w Teheranie pierwszą szkołę sztuk pięknych”.
W sferze kaligrafii w ówczesnym Iranie kontynuowano style wywodzące się z poprzedniego stulecia. Wzorem dla kaligrafów tworzących w piśmie naschi (które było używane głównie do kopiowania tekstów religijnych w języku arabskim) był nadal Ahmad Nejrizi (zm. po 1747), zaś jeśli chodzi o szekaste to rozwijano styl Abdol Madżida Taleghaniego (zm. 1771). Najwybitniejszym kaligrafem pisma nastaligh był Mohammad Reza Kalhor (zm. 1892), którego zwarty sposób pisania był bliski dawnemu stylowi Mir Emada (zm. 1615). Ówczesna kaligrafia stanęła wobec wyzwania druku, ale aż do początku lat 70. XIX wieku w Iranie  niepodzielnie panował druk litograficzny, pozwalał bowiem na reprodukowanie wyrafinowanej kaligrafii, do której byli przywiązani miejscowi czytelnicy. Obok tych tradycyjnych duktów rozwijano również rozmaite formy pisania obrazowego, w ramach którego na różne sposoby integrowano pismo z obrazem. Już za czasów Naseroddina w Iranie pojawiła się fotografia, zaś od 1904 zaczęło rozpowszechniać się kino.

### Religia

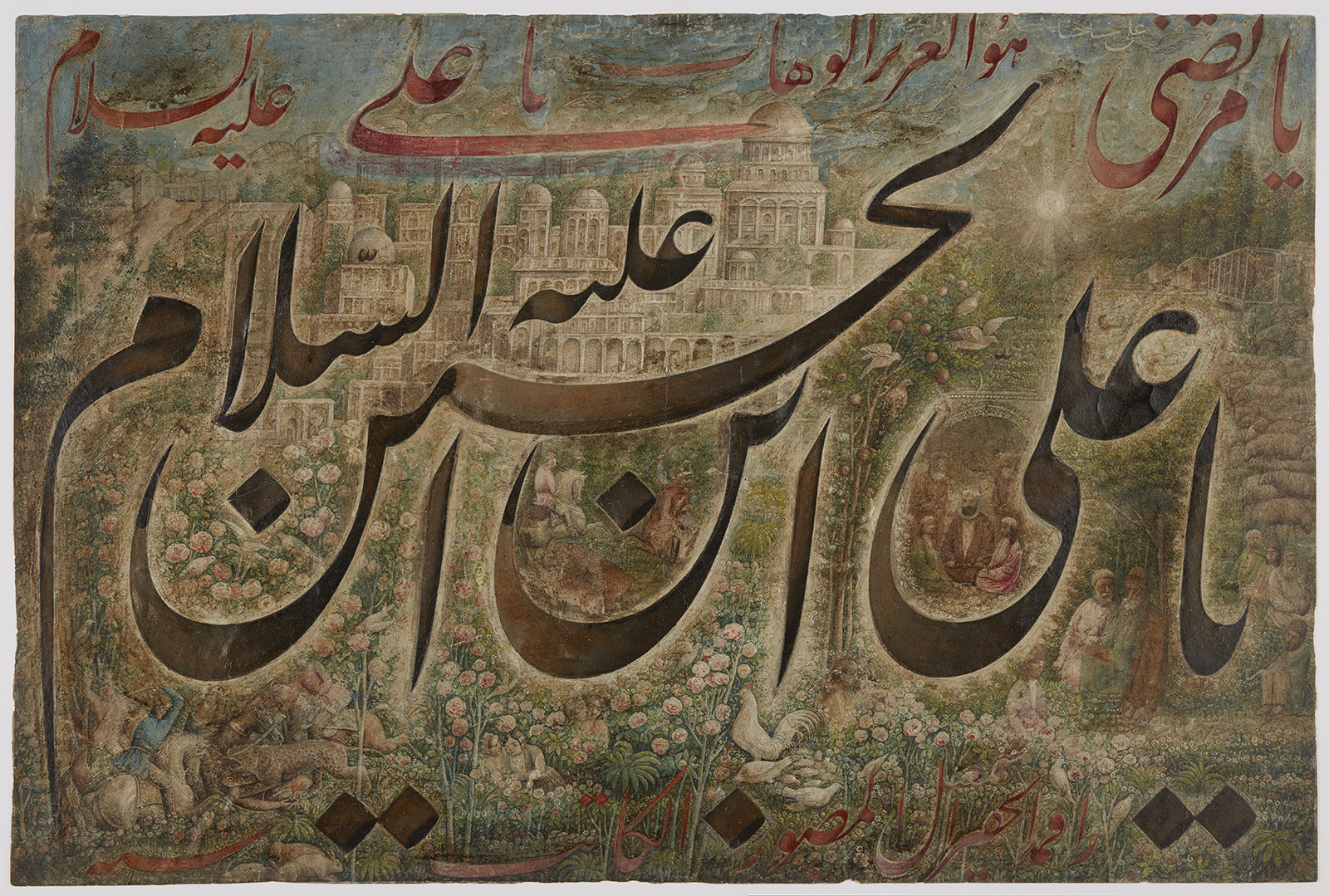
Przykład pisma obrazowego z napisem w stylu nastaligh zawierającym inwokację do imama Ali ibn Husajna wkomponowanym w obraz wykonany przez Esmaʿila Dżalajira (zm. ok. 1870). Muzeum Agi Khana

Istotne znaczenie dla przyszłości religijnej Iranu miała trwająca w XVIII wieku walka pomiędzy osulitami i achbarytami, za której ostateczny akt można uznać zabicie przez podburzony przez osulitów tłum przywódcy achbarytów Mirzy Mohammada Achbariego w 1816. Osulici uznawali, że szeregowy wyznawca nie ma kompetencji by samodzielnie interpretować teksty religijne, stąd każdy wierny powinien wybrać sobie uczonego modżtaheda i kierować się jego wskazaniami. Ich zwycięstwo sprawiło, że „teraz istniała już wyraźna podstawa doktrynalna do odwoływania się do opinii ulemów ponad głowami szachów i do przypisywania sobie przez wiodących modżtahedów prawa do podejmowania decyzji politycznych niezależnie od świeckich rządzących”.
Turkmeńskie pochodzenie Kadżarów było zbyt oczywiste by na wzór Safawidów przypisywać sobie pochodzenie od szyickich imamów i pretendować do roli przedstawiciela ukrytego imama. Tą rolę zaczęli natomiast pełnić modżtahedzi, stopniowo przejmujący prerogatywy dawniej uważane za przysługujące jedynie ukrytemu imamowi, których nikt nie mógł wykonywać aż do jego powrotu. I tak Mirza Mohammad Achbari został uznany przez przywódcę osulitów Mohammada Baghera Behbehaniego za niewiernego na podstawie procedury takfiru, zaś w trakcie wojny z Rosją za panowania Fath Ali Szaha modżtahedzi ogłosili dżihad, w obu przypadkach wykonując kompetencje wcześniej uważane za przysługujące wyłącznie ukrytemu imamowi. Z praktycznego punktu widzenia jeszcze większe znaczenie miało przypisanie sobie prawa do dysponowania częścią podatków religijnych (chums) należnych imamowi. Ulemowie byli związani z bazarowymi kupcami i rzemieślnikami (bazari), którzy płacili większą część podatków religijnych, zaś zdolność do współdziałania tych dwóch grup w celu przeciwstawienia się szachowi pokazały takie wydarzenia jak protest tytoniowy i rewolucja konstytucyjna.
Na przełomie XVIII i XIX wieku w Iranie rozwijał się szejchizm, suficki ruch, którego wyznawcy wierzyli, iż na świecie zawsze istnieje brama (bab), tj. człowiek zdolny komunikować się z ukrytym imamem i interpretować jego wolę. W 1844 szejchita Sejjed Ali Mohammad ogłosił się babem, później zaś również imamem i prorokiem nowej religii. Tak samo jak wobec niektórych wcześniejszych szejchitów również wobec Ali Mohammada zastosowano procedurę takfiru, natomiast kiedy jego zwolennicy wszczęli zbrojne powstanie skazano go na śmierć. Prześladowania wyznawców babizmu osiągnęły apogeum w 1852, kiedy udaremniono ich zamach na szacha. Ocaleni przywódcy sekty uciekli do Turcji, gdzie podzielili się na dwa odłamy. Bardziej zachowawczy (azalicki), szybko stracił na znaczeniu, natomiast z drugiego wyewoluowała nowa światowa religia, bahaizm, której wyznawcy stanowią obecnie najprawdopodobniej największą niemuzułmańską mniejszość Iranu.